# The Cowboy and the Lady
The Cowboy and the Lady er en amerikansk stumfilm fra 1915 af Edwin Carewe.

## Medvirkende
- Seth Miller Kent som Ted North.
- Helen Case.
- Gertrude Short.
- Fred Hornby.
- Bert Hadley.